# Чаплыгина (Курская область)
Чаплы́гина — деревня в Курском районе Курской области России. Административный центр Пашковского сельсовета.

## География
Деревня находится в центральной части Курской области, в пределах южной части Среднерусской возвышенности, в лесостепной зоне, на берегах реки Обметь (правый приток Тускари), на расстоянии примерно 7 км (по прямой) к северу от города Курск, административного центра района и области. Абсолютная высота — 221 м над уровнем моря.

### Климат
Климат характеризуется как умеренно континентальный, с относительно жарким летом и умеренно холодной зимой. Среднегодовая температура воздуха — 5,5 °С. Средняя температура воздуха самого тёплого месяца (июля) — 18,7 °C (абсолютный максимум — 37 °С); самого холодного (января) — −9,3 °C (абсолютный минимум — −35 °С). Безморозный период длится около 152 дней. Среднегодовое количество атмосферных осадков составляет 587 мм, из которых 375 мм выпадает в период с апреля по октябрь. Снежный покров образуется в первой декаде декабря и держится в среднем 125 дней.
| Показатель                                                                      | Янв. | Фев. | Март | Апр. | Май  | Июнь | Июль | Авг. | Сен. | Окт. | Нояб. | Дек. | Год  |
| ------------------------------------------------------------------------------- | ---- | ---- | ---- | ---- | ---- | ---- | ---- | ---- | ---- | ---- | ----- | ---- | ---- |
| Средний суточный максимум, °C                                                   | −4,4 | −3,5 | 2,3  | 12,7 | 19,1 | 22,4 | 25,1 | 24,4 | 17,9 | 10,3 | 3,1   | −1,4 | 10,7 |
| Средняя температура, °C                                                         | −6,5 | −6   | −1,2 | 7,9  | 14,5 | 18,1 | 20,7 | 19,8 | 13,7 | 7    | 0,9   | −3,4 | 7,1  |
| Средний суточный минимум, °C                                                    | −9   | −9,1 | −5,3 | 2,3  | 8,8  | 12,7 | 15,6 | 14,6 | 9,5  | 3,7  | −1,5  | −5,6 | 3,1  |
| Норма осадков, мм                                                               | 52   | 45   | 46   | 51   | 61   | 72   | 73   | 56   | 62   | 60   | 47    | 49   | 674  |
| Источник: Погода по месяцам c ru.climate-data.org(дата обращения: Февраль 2022) |      |      |      |      |      |      |      |      |      |      |       |      |      |

### Часовой пояс
Деревня Чаплыгина, как и вся Курская область, находится в часовой зоне МСК (московское время). Смещение применяемого времени относительно UTC составляет +3:00.

## Население
| 2002 | 2010 |
| ---- | ---- |
| 285  | ↘266 |

### Половой состав
По данным Всероссийской переписи населения 2010 года, в половой структуре населения мужчины составляли 44,4 %, женщины — соответственно 55,6 %.

### Национальный состав
Согласно результатам переписи 2002 года, в национальной структуре населения русские составляли 85 %.

## Инфраструктура
Личное подсобное хозяйство. В деревне 131 дом.

## Транспорт
Деревня находится в 6,5 км от автодороги федерального значения М2 «Крым» (часть европейского маршрута E 105), в 7,5 км от автодороги регионального значения 38К-018 (Курск — Поныри), в 6,5 км от автодороги межмуниципального значения 38Н-379 (Курск — Искра), при автодороге 38Н-381 (38Н-379 — Чаплыгина — Алябьево), в 8 км от ближайшего ж/д остановочного пункта Букреевка (линия Орёл — Курск).
В 138 км от аэропорта имени В. Г. Шухова (недалеко от Белгорода).